# 威廉·詹姆斯·比尔
威廉·詹姆斯·比尔（英語：William James Beal，1833年3月11日—1924年5月12日），美国植物学家。比尔利用玉米的杂种优势培育出了产量更高的杂交玉米，创立了比尔植物园，还开始了一项持续时间超过100年的发芽实验。

## 生平
1833年，比尔出生于美国密歇根州阿德里安。他的父母是从纽约州移民到密歇根州的贵格会信徒。比尔幼时成长于森林中，周围环绕着各种本土植物和动物。
比尔于1859年获得密歇根大学古典学学士学位，随后在联盟泉的一所学校担任自然科学教师；两年后，比尔辞职就读哈佛大学，并获得理学士学位，其后回到联盟泉继续从事科学教育工作。比尔于1863年和汉娜·普罗德结婚。1869年，比尔于芝加哥大学短暂任教一段时间，1870年加入密西根农业学院（密西根州立大學的前身）担任教职，直至退休。
比尔1910年退休后居住于马萨诸塞州阿默斯特，并于1924年逝世。

## 主要工作
1870年至1910年，比尔在密西根农业学院担任植物学教授。他的主要研究成果是利用异花受精，基于只有8竖排玉米粒的印第安玉米，培育出有24竖排玉米粒的杂交玉米。相比印第安玉米，比尔培育的杂交玉米产量更高、更耐寒、更强健。比尔最早使用杂交技术提升了玉米的产量，因此被称为杂交玉米研究的先驱之一，而杂交玉米被称为“二十世纪的奇迹”。比尔的这一研究成果来自于19世纪晚期很多著名科学家的启发。在比尔就读哈佛大学时，查尔斯·达尔文的《物种起源》刚刚问世；达尔文对遗传的研究对于比尔产生了很大影响。比尔还安排了利伯蒂·海德·贝利作为哈佛大学阿萨·格雷的助手进行工作，促进了相互间的交流。
比尔在密西根农业学院任教早期，学院的规模还很小，最初只能容纳82名学生，后来扩建后也只能容纳150名学生。比尔形容学院“年轻，穷，小”。由于教师不足，除了植物学课程，比尔还教授文学、历史、土木工程等课程。1887年比尔参与建设的“学院村”后来成为了今日的东兰辛。
1877年，比尔创立了比尔植物园。比尔植物园是美国最早开始连续运营的植物园。

## 发芽实验
1879年，比尔开始了一项持续时间超过100年的实验。他将20个瓶子埋在地下，每个瓶子中装有21种植物的种子，每种种子50粒，然后填满沙子。埋藏时瓶口朝下，以避免进水。每隔五年，挖出一个瓶子，种植其中的种子，观察发芽的数量。比尔退休后，实验交由他人继续负责；比尔的继任者决定延长这一实验，改为每隔十年挖出一个瓶子；此后比尔的继任者的继任者又决定改为每隔二十年挖出一个瓶子。最近一次挖出瓶子是在2000年，21种植物仅有2种有种子发芽。目前实验仍在继续，将于2020年挖出下一个瓶子，预计实验将于2100年结束。